# Arena Berlin

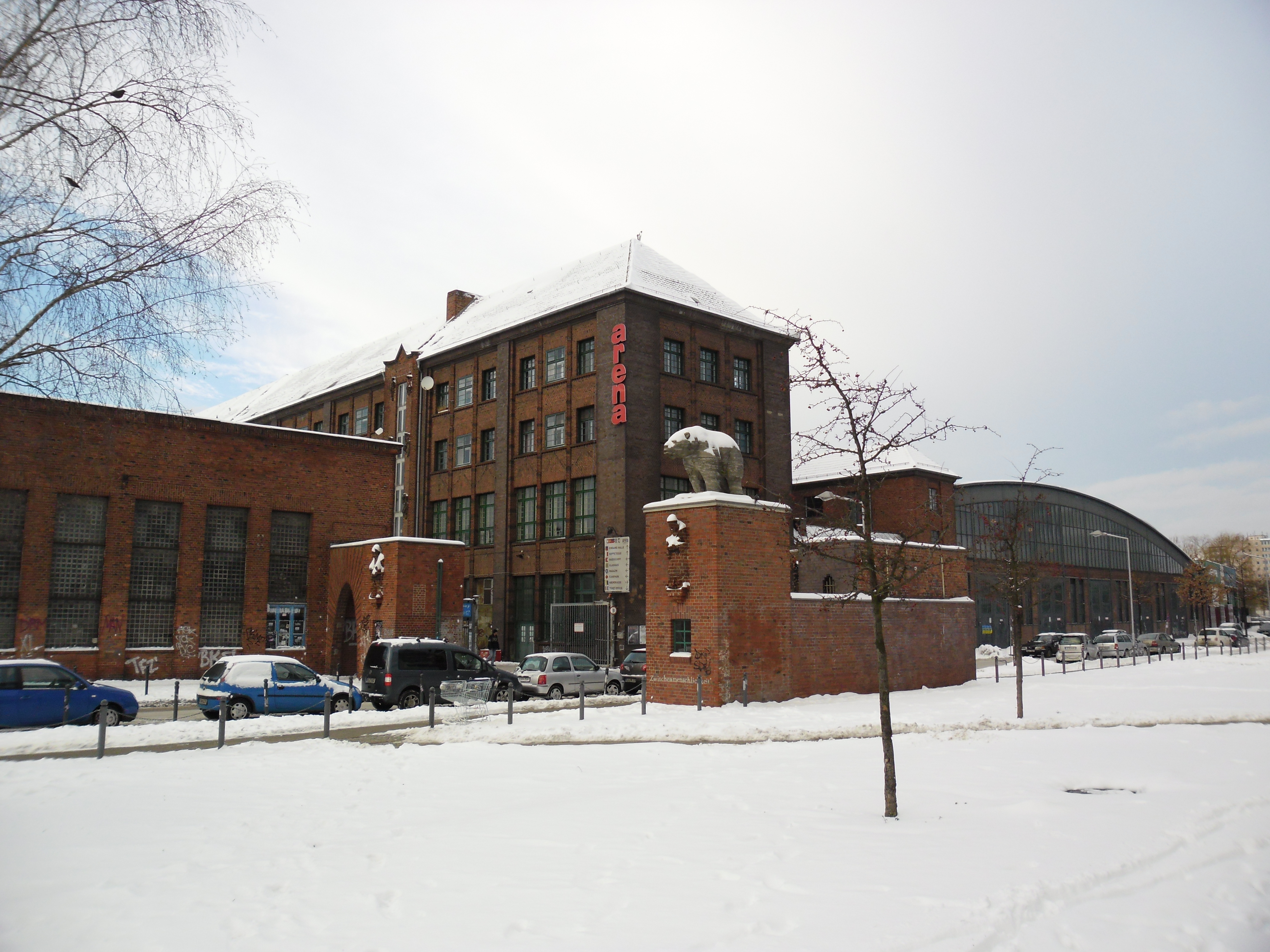
Arena Berlin, Eingang mit dem Bären von Arminius Hasemann, hinten die Halle

Die Arena Berlin (auch Treptow Arena genannt) ist ein multifunktionelles Veranstaltungsgelände im Berliner Ortsteil Alt-Treptow. Das Gelände mit der Adresse Eichenstraße 4 befindet sich am Flutgraben gegenüber dem Osthafen. Die große Halle, ein ehemaliger ABOAG-Betriebshof, steht unter Denkmalschutz.

## Geschichte

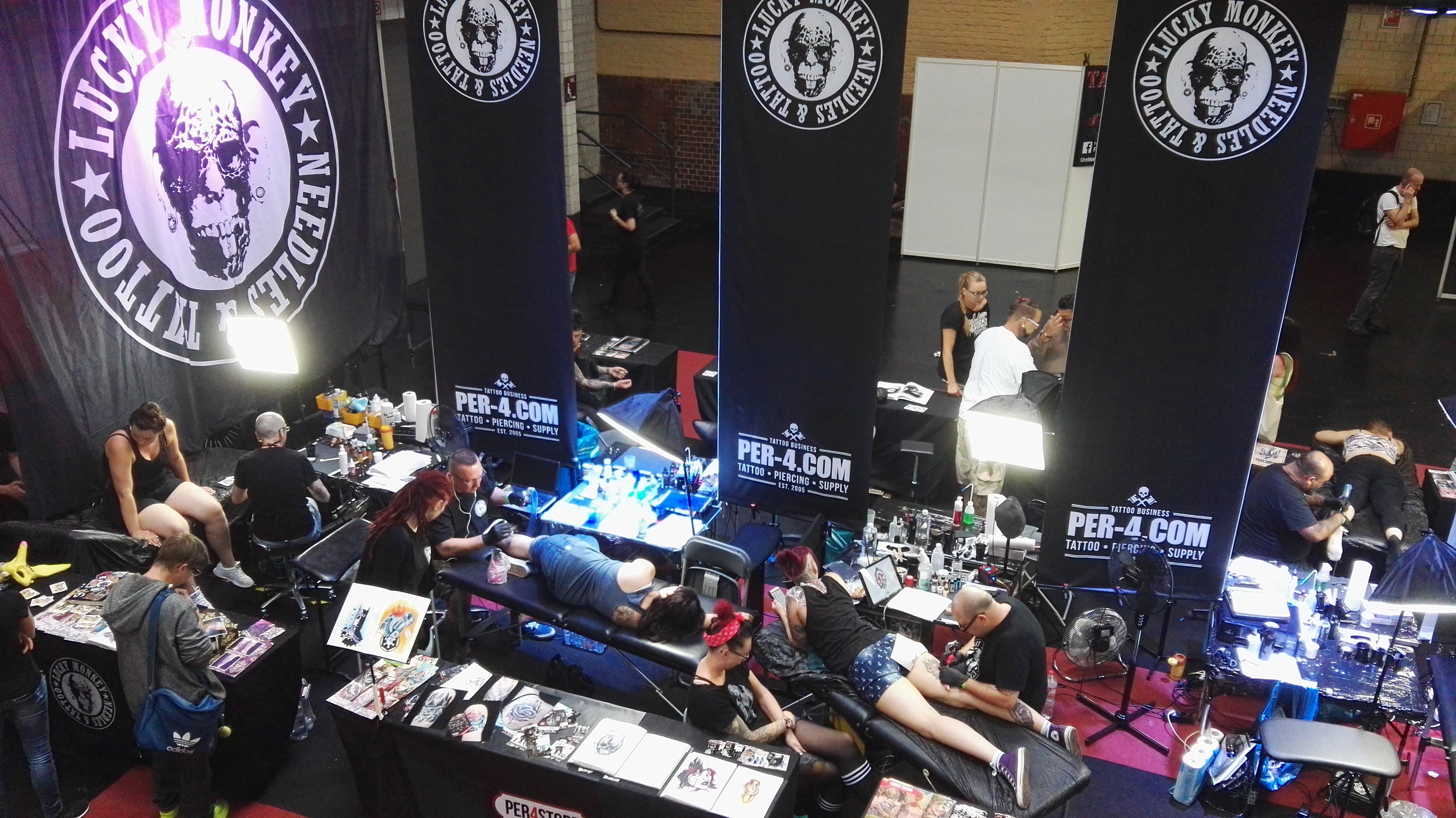
Veranstaltung in der Arena-Halle

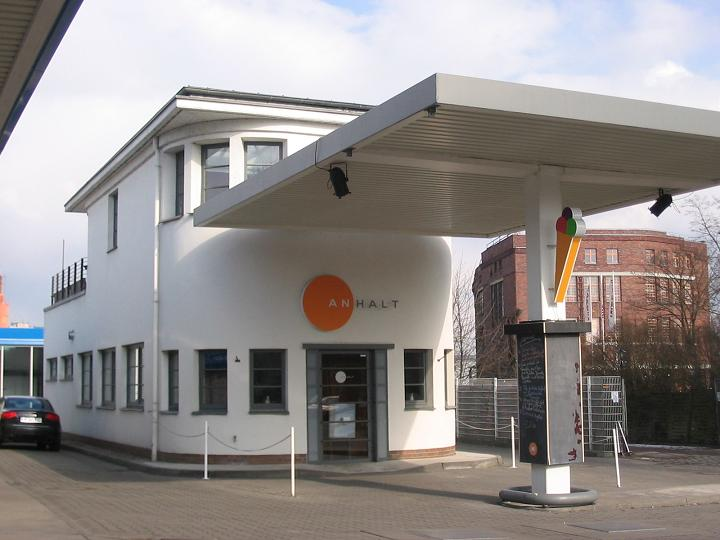
Das Anhalt, eines der Restaurants, im Gebäude der Tankstelle auf der Lohmühleninsel von 1928

Die große Halle wurde 1927 als Betriebshof der Allgemeinen Berliner Omnibus AG (ABOAG) nach Plänen von Franz Ahrens errichtet und war damals eine der größten freitragenden Hallen Europas. 1928 ging die ABOAG in den Berliner Verkehrsbetrieben (BVG) auf. 1993 gab die BVG den Standort auf, der seit 1995 für kulturelle Zwecke genutzt wird. 2000 wurde die Halle umfassend saniert. In den folgenden Jahren wurden weitere Räume in der Umgebung mit einbezogen und beispielsweise das Badeschiff eingerichtet. Seit 2007 residiert im ehemaligen Kesselhaus der Technoclub Arena Club.
In der Halle wurden im Rahmen der Corona-Pandemie 80 Kabinen für das Impfen gegen COVID-19 eingerichtet. Dieses Impfzentrum war das größte der sechs Berliner Impfzentren; die Impfungen begannen am 27. Dezember 2020 und endeten am 31. August 2021.

## Struktur
Die Arena selbst ist eine Halle, die für Messen, Konzerte, Cooperate Events, Ausstellungen und ähnliche Großveranstaltungen genutzt wird. Auf 6500 m² finden hier bis zu 9000 Gäste Platz.

## Verwaltung
Betrieben wurde die Arena bis 2011 von der Kulturarena Veranstaltungs GmbH. Seit Oktober 2012 führt die ARENA BERLIN Betriebs GmbH die Halle der Arena Berlin.

## Veranstaltungen
Die Vielzahl der Veranstaltungen in der Arena Berlin dürfte kaum zu rekonstruieren sein. Mehr als 150 Rock-Konzerte werden bei Rockinberlin mit verlinkten Hintergrundinfos vorgestellt. Auch die Hanfmesse Mary Jane Berlin findet dort jährlich statt.